# Eugenia mespiloides
Eugenia mespiloides là một loài thực vật có hoa trong Họ Đào kim nương. Loài này được Lam. mô tả khoa học đầu tiên năm 1789.